# Zelena krastača
Zelena krastača (znanstveno ime Bufotes viridis) je vrsta krastač, ki je razširjena po Evropi in je v Sloveniji uvrščena na seznam zavarovanih živalskih vrst.

## Opis
Zelena krastača je srednje velika krastača z robustnim telesom. Samice so masivne in dosežejo v dolžino do 10 cm, samci so vitkejši in nekoliko manjši. V dolžino dosežejo do 8 cm. Koža je groba in izrazito bradavičasta. Hrbet je svetel, belo-sivo-peščeno rjav, prekrit s številnimi zelenimi, pogosto temno obrobljenimi lisami. Obarvanost in vzorec sta pri samcih pogosto bolj bleda in manj izrazita kot pri samicah, barva pa se spreminja glede na temperaturo in spremembo svetlobe. Trebuh je bel, sivo-bel ali rumenkast, pogosto z majhnimi temnejšimi pikami. Na zatilju so takoj za očmi vzporedno nameščene izrazite zaušesne žleze. Gobec je top in zaokrožen, oči pa so izbuljene, z vodoravno črno zenico in rumenkasto ali zelenkasto šarenico. Bobnič je okrogel. Okončine so kratke, pri samcih nekoliko daljše kot pri samicah. Prvi prst na prednjih nogah je daljši od drugega, zaradi česar je premikanje zelene krastače nerodno. Samci imajo na spodnji strani grla vokalno vrečko, v obdobju parjenja pa se jim na prvih treh prstih sprednjih okončin pojavijo temno obarvane kožne odebelitve, s katerimi se oprimejo samice v paritvenem objemu.

## Biologija
Gre za pretežno kopensko žival, ki je aktivna ponoči in se v vodi zadržuje le v paritvenem obdobju, ki v Sloveniji poteka od aprila do junija. Samci takrat z značilnim oglašanjem od sončnega zahoda do polnoči privabljajo samice na mrestišča. Vrvičaste mreste, v katerih je od 9 do 15.000 jajčec, odlagajo na dno, ali pa jih ovijejo okoli podvodnega rastlinja. Ti mresti so dolgi med 3 in 4 metre. Za razliko od navadne krastače, pri kateri so vsi paglavci črni, najdemo med paglavci zelene krastače tudi svetlejše primerke. Preobrazba se zaključi med koncem junija in začetkom avgusta, nato pa približno dva centimetra velike mlade zelene krastače zapustijo vodo in si poiščejo prezimovališča. Običajno prezimijo zakopane v rahla tla ali skrite pod vejami in kamni. Pogosto za prezimovališče izberejo tudi rove malih sesalcev. V bližini človeških bivališč lahko za prezimovališče izberejo tudi kleti ali hleve. Zelena krastača je dolgoživa vrsta, saj običajno živi med 7 in 10 let. Izjemoma lahko dočaka tudi več kot 20 let. Je ena izmed najbolj prilagodljivih dvoživk, saj je izredno odporna na vročino, izsušitev in slano vodo, kar ji omogoča preživetje v ekstremnih podnebnih razmerah.

## Prehrana in plenilci
Hrani se na tleh z raznimi vrstami žuželk in raznimi talnimi nevretenčarji. Potrjen je celo napad zelene krastače na netopirja. Pomemben vir hrane ji predstavljajo mravlje. Paglavci so rastlinojedi ter se hranijo z algami in vodnim rastlinjem, občasno pa tudi z mikroskopskimi živalicami. Paglavci so hrana ličinkam vodnih žuželk, vodnim žuželkam, pupkom in močeradom, plazilcem, pticam in malim sesalcem. Odrasle krastače so plen plazilcev, ptic in raznih sesalcev. 